# Uppsala
Uppsala  (régebben Upsala) (ejtsd: üppszaala, IPA: [ˈɵ̂pːˌsɑːla]) Uppsala megye székhelye, és 174 982 fő (2023. dec. 31.) lakosával Svédország negyedik legnagyobb városa Stockholm, Göteborg és Malmö után.
A fővárostól 71 km-re északra fekvő város Uppsala község székhelye is. 1164-óta az uppsalai érsek (a svéd egyház képviselője) székvárosa, ezáltal az ország egyházi központja. Itt található Skandinávia legnagyobb temploma, az Uppsalai székesegyház. Az 1477-ben alapított Uppsalai Egyetem Skandinávia legrégibb felsőoktatási központja.

## Földrajz
Uppsala Közép-Svédországban, Stockholmtól kb 75 km-re északra fekszik a 60. szélességi kör magasságában. A város Uppsalaslätten termékeny talaján épült, melyet a Fyris folyó (Fyrisån) öntöz. A folyó partjait végig buja növényzet szegélyezi. A folyóval párhuzamosan Uppsalaåsen jégkorszaki hegyháta fut, ezen mintegy 30 méteres magasságban áll Uppsala vára, mely a város nagy részéről látható.

### Éghajlat
Uppsala éghajlatát kontinentális és szubarktikus éghajlati hatások is befolyásolják földrajzi helyzete miatt. A valaha feljegyzett legmagasabb hőmérséklet a városban 37,4 °C volt, ezt 1933-ban mérték. Bár a nyár Uppsalában nagyon meleg, a hőmérséklet ritkán megy 30 °C fölé. A valaha feljegyzett legalacsonyabb hőmérséklet −39,5 °C volt, ezt 1875-ben mérték. A leghidegebb hónap a február, az átlaghőmérséklet ekkor −4,6 °C. A legmelegebb hónap a július, az átlaghőmérséklet ekkor 16,6 °C.
Az évi csapadékmennyiség 532 mm, hóesés novembertől áprilisig jellemző. Június végén Uppsalában fehér éjszakákat figyelhető meg, ekkor egész éjjel világos van.
| Hónap                                                               | Jan.  | Feb.  | Már.  | Ápr.  | Máj.  | Jún. | Júl. | Aug. | Szep. | Okt.  | Nov.  | Dec.  | Év    |
| ------------------------------------------------------------------- | ----- | ----- | ----- | ----- | ----- | ---- | ---- | ---- | ----- | ----- | ----- | ----- | ----- |
| Rekord max. hőmérséklet (°C)                                        | 10,7  | 11,9  | 17,4  | 26,8  | 32,8  | 34,5 | 37,4 | 34,3 | 27,8  | 22,0  | 14,3  | 12,4  | 37,4  |
| Átlagos max. hőmérséklet (°C)                                       | −1,7  | −1,6  | 2,9   | 8,3   | 15,4  | 21,1 | 21,6 | 20,5 | 15,0  | 9,1   | 3,3   | 0,0   | 9,6   |
| Átlaghőmérséklet (°C)                                               | −4,2  | −4,6  | −0,8  | 3,9   | 9,9   | 15,6 | 16,6 | 15,5 | 10,9  | 5,9   | 0,9   | −2,7  | 5,6   |
| Átlagos min. hőmérséklet (°C)                                       | −7,0  | −7,7  | −4,2  | −0,4  | 4,4   | 9,7  | 11,6 | 10,7 | 7,2   | 3,0   | −1,5  | −5,5  | 1,7   |
| Rekord min. hőmérséklet (°C)                                        | −39,5 | −30,9 | −32,1 | −22,4 | −11,8 | −4,1 | −1,0 | −0,9 | −5,2  | −16,2 | −23,6 | −28,2 | −39,5 |
| Átl. csapadékmennyiség (mm)                                         | 36    | 26    | 27    | 29    | 31    | 38   | 72   | 60   | 55    | 50    | 62    | 44    | 530   |
| Havi napsütéses órák száma                                          | 37    | 71    | 145   | 220   | 260   | 272  | 255  | 208  | 145   | 103   | 46    | 24    | 1786  |
| Napi napsütéses órák száma                                          | 1     | 2     | 4     | 7     | 8     | 9    | 8    | 6    | 5     | 3     | 1     | 1     | 5     |
| Forrás: http://www.smhi.se/klimatdata/meteorologi/klimatdata-2.1240 |       |       |       |       |       |      |      |      |       |       |       |       |       |

## Története

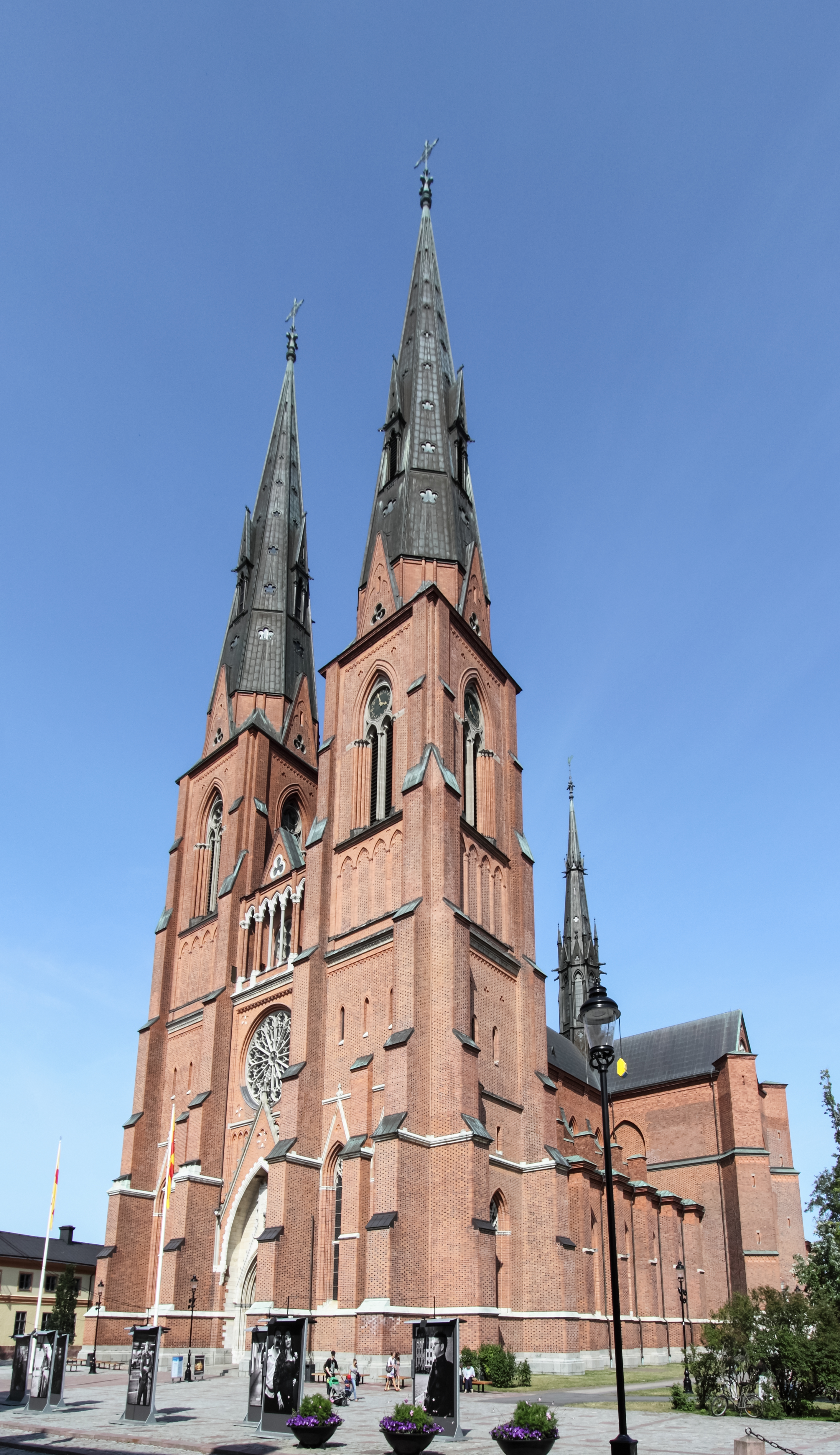
Az uppsalai székesegyház

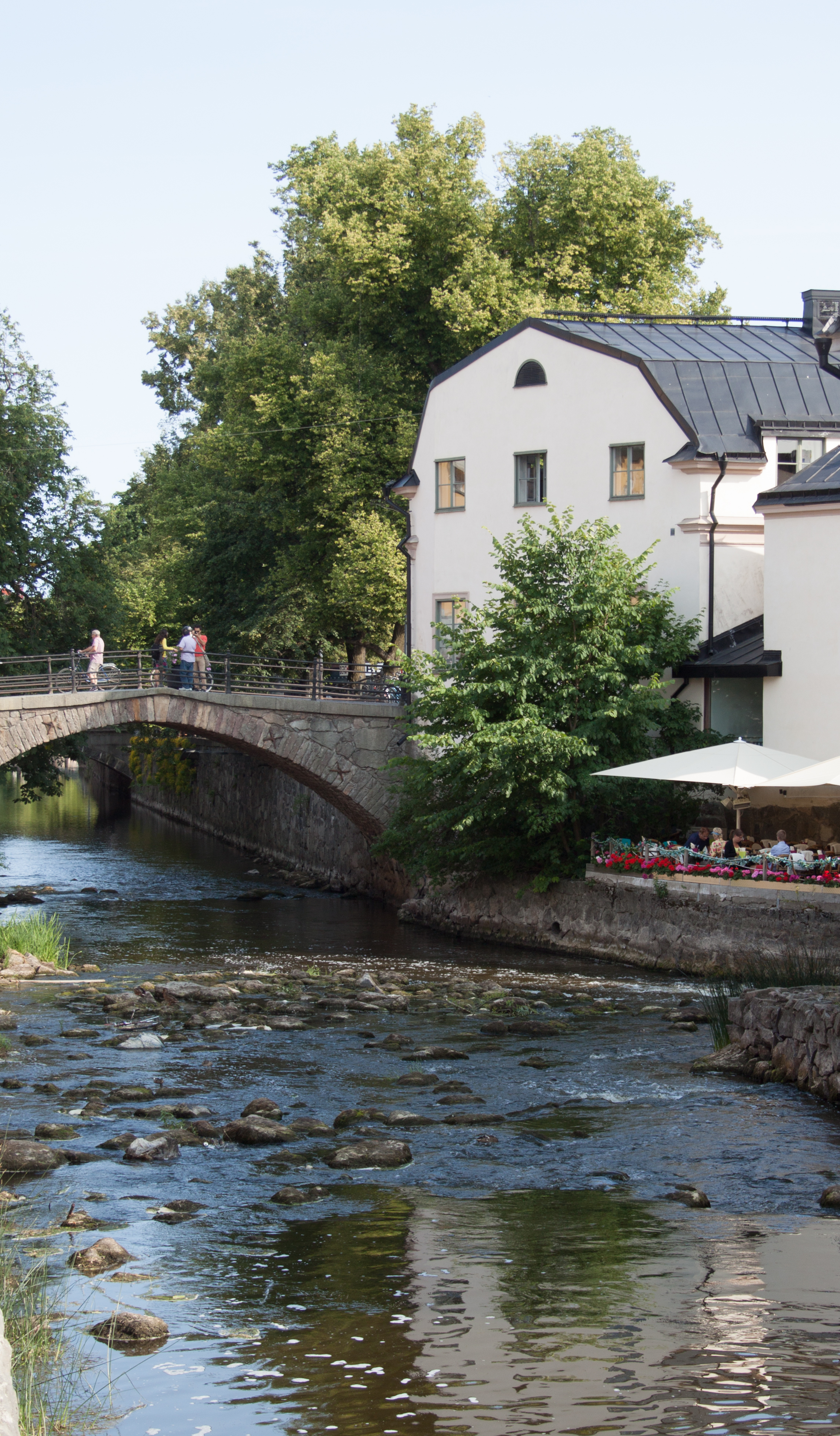
Sellő és régi híd a Fyris-folyón Uppsala központjában

Uppsala eredetileg a maitól kb 5 kilométerrel északabbra feküdt, azon a helyen, amelyet ma Gamla Uppsala (Ó-Uppsala) néven neveznek. A mai Uppsalát régen Östra Arosnak nevezték. Ó-Uppsala középkori források szerint a pogány időkben az ország központja volt, ahol a pogány istenek főtemploma állt. A 11. században a keresztény hittérítés idején a város mintegy ötven évig ellenállt a keresztény erőknek, de végül elfoglalták és a pogány templomot lerombolták. Mivel a város a pogányság központja volt, ez lett a keresztény egyház központja is. Előbb püspökség, majd 1164-ben érsekségi rangra emelték. Svédország első érseke egy Alvastra nevű szerzetes lett, aki érsekként a Stefan nevet vette fel.
Gamla Uppsala közigazgatásilag Uppsalához tartozik, noha nincs vele összeépülve. Önálló városrésznek tekinthető kb. 5000 lakossal. Népszerű kirándulóhely múzeummal, templommal, mini-skanzennal és viking kori sírdombokkal. Uppsala nagy napján, a Walpurgis-éjen (április 30.) a Gamla Uppsala-i dombok mellett gyújtják meg Svédország legnagyobb örömtüzét.
A mai Uppsala területe a régi „Östra Aros” tulajdonképpen Ó-Uppsala kikötője volt. 1274-re a Östra Aros megelőzte a fejlődésben a régi fővárost, és miután ebben az évben Gamla Uppsala katedrálisa leégett, az érsek is ide költözött, ahol új, pompás  székesegyházat építtetett. Uppsala lett Skandinávia legrégibb egyetemének székhelye is, melyet 1477-ben alapítottak. Carl Linné, az egyetem egyik híres tanára, hosszú ideig élt Uppsalában.
1702-ben a város egy pusztító tűzvészben leégett. Számos történelmi emlék és érték pusztult el ekkor, de a későbbi századok folyamán is, amikor még nem ismerték fel a műemlékek jelentőségét. Ennek ellenére sok régi épület is megmaradt, különösen a város nyugati részén, ahol a székesegyház, az egyetem és a kastély is áll. A város oroszlános címere 1737-ből származik, az idők folyamán többször átrajzolták, mai formájában 1986-óta hivatalos. Az oroszlánmotívum a királyi család oroszlános címerével van kapcsolatban.
A város lakói ma főként a 70 km-re fekvő fővárosba, Stockholmba járnak dolgozni.

## Turizmus

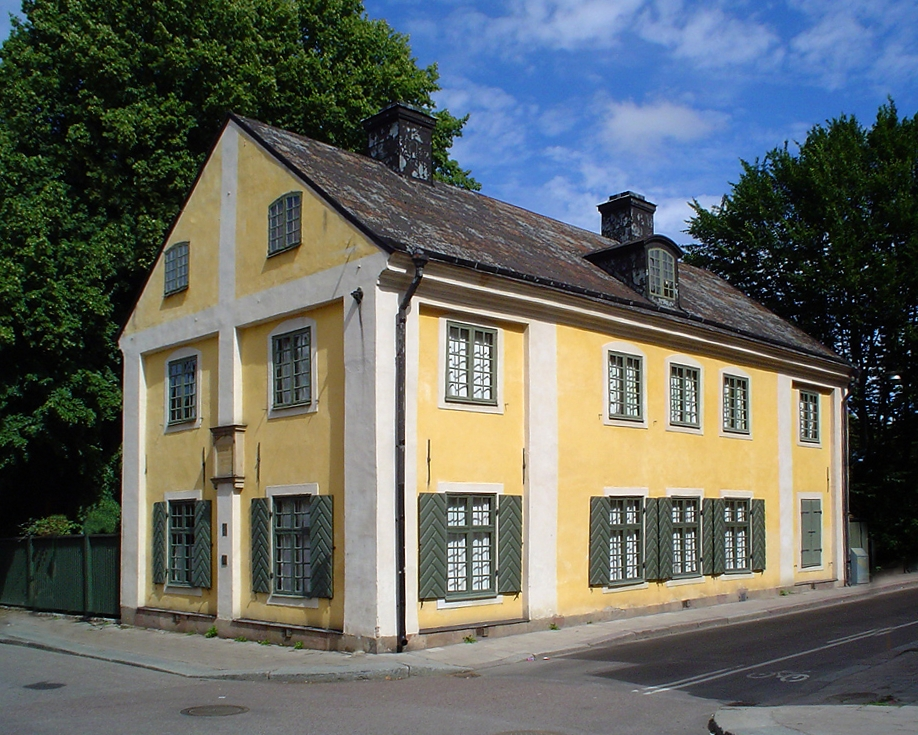
Linné háza

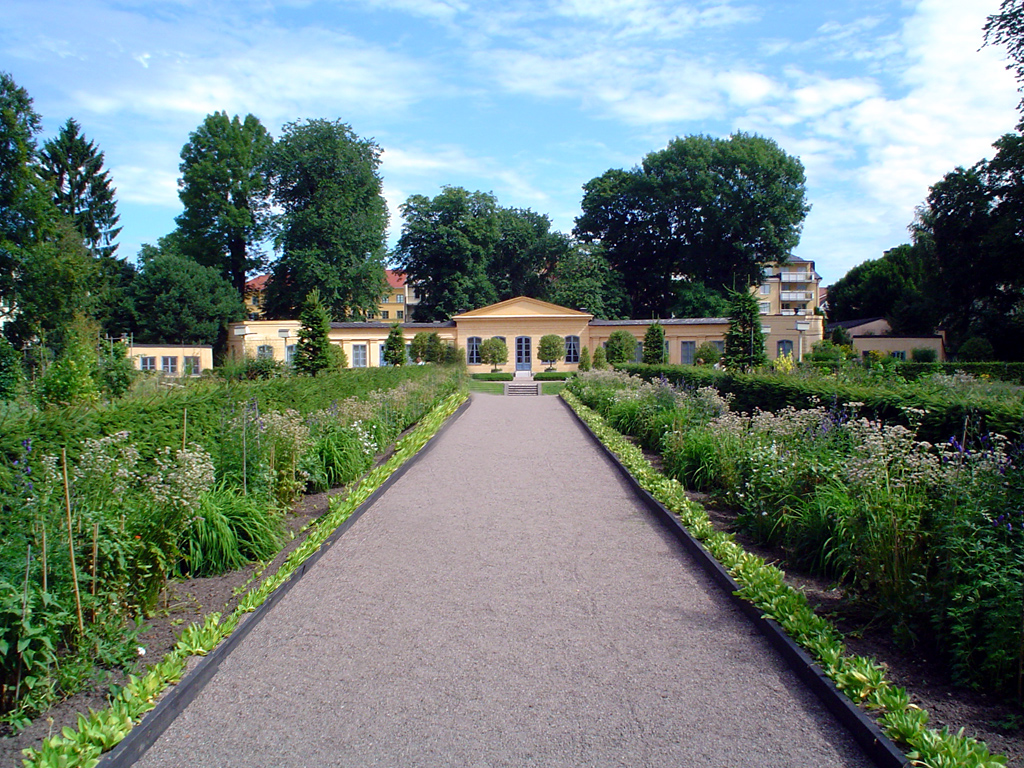
Linné kertje

- A gótikus székesegyház ma egyike a világ leghatalmasabb templomainak, tornyainak magassága 118 méter. Skandinávia legnagyobb temploma több mint 100 éven át épült a 13. század végétől a 15. század elejéig. Érdekessége, hogy pontosan ugyanolyan magas, mint amilyen hosszú. Eredetileg katolikus templomként szentelték fel, majd a 16. század során a reformáció keretében az evangélikus vallás svédországi elterjedésekor Luther tanainak követői vették birtokukba az épületet. Evangélikus székesegyházként működik, benne múzeummal.
- Az uppsalai egyetem épületét a 15. század végén emelték, 1477-ben kezdte meg működését. Ezzel Észak-Európa első felsőfokú tanintézménye lett. Az eredeti épület megsemmisült, de a 19. század végén emelt új központi épülettel, valamint az egyes tanszékek különálló épületkomplexumaival olyan eredményeket mutat föl, hogy a világ leghíresebb egyetemei közé tartozik. Számos Nobel-díjas tudós és szakember tanult, illetve dolgozott itt. 60 ezer diák tanul az egyetemvárosban.
- Carolus Linnaeus háza és a hozzá tartozó kert a mai napig fennmaradt és látogatható.
- A 16. században a királyi család pompás kastélyt építtetett ide.
- A „Stadsskogen”, a város központi parkja.

## Személyek
- Olaus Rudbeckius
- Carl Linné
- Anders Celsius
- Jöns Jakob Berzelius
- Anders Jonas Ångström
- Dag Hammarskjöld
- Ingmar Bergman
- Arvid Carlsson
- Hans Blix
- Svante Arrhenius
- Itt született Amanda Lind (1980 –) svéd politikus, kulturális és demokrácia-miniszter
- Emanuel Swedenborg ( 1688 -1772) svéd tudós , feltaláló , mérnök , filozófus, teológus és misztikus . A nevezetes Uppsala Egyetem volt hallgatója. A svéd királyi tudományos Akadémia tagja. Fő műve: Menny és Pokol